# ГЕС Moncion
ГЕС Moncion — гідроелектростанція на заході Домініканської Республіки. Використовує ресурс із річки Мао, яка стікає з північного схилу Кордильєри-Сентраль та впадає ліворуч до Яке-дель-Норте (тече у північно-західному напрямку до закінчення у затоці Bahia de Montecristi за кілька десятків кілометрів від кордону з Гаїті).
У межах проекту річку перекрили кам'яно-накидною греблею з глиняним ядром висотою 119 метрів та довжиною 345 метрів, яка потребувала 2,6 млн м3 матеріалу. Під час будівництва для відведення води проклали тунель довжиною 0,5 км з перетином 45 м2. Споруда утримує водосховище з площею поверхні 11 км2 та об'ємом 370 млн м3 (корисний об'єм 310 млн м3), з якого ресурс подається через прокладений у лівобережному масиві дериваційний тунель довжиною 4,4 км з перетином 16,6 м2. Крім того, в системі працює запобіжний балансувальний резервуар баштового типу.
Основне обладнання станції становлять дві турбіни типу Френсіс загальною потужністю 49,3 МВт, які працюють при напорі у 124 метри.
Відпрацьована вода потрапляє у створений на Мао нижній балансуючий резервуар Valverde Mao з об'ємом 4,4 млн м3, котрий утримується за допомогою комбінованої греблі висотою 28 метрів з центральною секцією із ущільненого котком бетону (довжина 270 метрів), доповненою бічними земляними ділянками (загальна довжина 360 метрів). При цій греблі працює мала ГЕС з двома турбінами типу Френсіс потужністю по 1,6 МВт.
Комплекс забезпечує річну виробітку електроенергії на рівні 173 млн кВт-год.
Видача продукції відбувається по ЛЕП, розрахованій на роботу під напругою 138 кВ.